# Luna Amară
Luna Amară este o formație românească de muzică rock, originară din Cluj-Napoca și fondată în anul 1999 sub numele de Tanagra Noise de către Nick Făgădar (voce, chitară) și Gheorghe Fărcaș (chitară bas). La scurt timp, alți muzicieni au completat trupa, între care Mihnea Blidariu (voce, chitară, trompetă). Elementele nou-introduse au particularizat sunetul formației, în special trompeta, un instrument aparte, mai rar întâlnit în muzica rock.

## Istoria formației
Debutul pe scenă are loc în primăvara anului 2000, după care are loc schimbarea numelui în Luna Amară întrucât publicului îi era destul de greu să rețină vechiul nume.
Cenzurată din cauza opiniilor politice tranșante, cu un clip pe TV („Gri dorian”) atunci când încă nu exista un album, prezentă la toate festivalurile importante, o noutate absolută prin integrarea sunetului de trompetă în rock-ul alternativ, Luna Amară și-a format un public al său, un public care vrea să înțeleagă mai mult, care dorește să se implice mai mult.
În 2004 are loc lansarea primului album, Asfalt (Roton/Rebel Music), care reunește piese rodate în cinci ani de concerte live. Album foarte reușit în opinia celor mai mulți, fiind considerat „un album dureros, incitant, incomod, o palmă peste obrazul prostiei tihnite.”
În același an, trupa apare pe prima pagină a mai multor cotidiene naționale, din cauza unor probleme de cenzură ivite la Cluj, Bacău și Alba Iulia, dar și datorită unei interpretări pline de semnificații politice la Festivalul Stufstock din Vama Veche, în direct la TVR 1.
În 2005, Luna Amară participă pentru prima oară la Festivalul Sziget din Budapesta. Chitaristul solo Petru Gavrilă este înlocuit de Vali Deac.
Anul 2006 aduce lansarea unui nou album de studio, Loc lipsă (Roton), la realizarea căruia au fost invitați Andy Ghost (Altar), Mihai Iordache (Kumm) și Ombladon (Paraziții). Trupa concertează în peste 40 de cluburi și locații în aer liber din România, precum și în Olanda, Germania, Bulgaria și Turcia. Tot în 2006, Luna Amară este nominalizată la categoria „cel mai bun rock” la Premiile MTV România.
În tot acest timp, Luna Amară se implică activ în campania „Salvați Roșia Montană!”, cei doi soliști au găsit timp să scrie și poezie, iar Mihnea Blidariu chiar să publice două cărți, No Future și Mânia.Ro. În 2007, formația clujeană este invitată pentru a doua oară la Festivalul Sziget organizat la Budapesta.
2009 aduce o nouă modificare în componență: Vali Deac pleacă și vine Mihnea-Andrei Ferezan, cunoscut publicului autohton de rock din formula de stoner/grunge Tep Zepi. De asemenea, 2009 este anul lansării celui de-al treilea material de studio, Don't Let Your Dreams Fall Asleep, distribuit cu revista Sunete și promovat în cadrul unui turneu național (în total 18 concerte). Cântecele „Chihlimbar” și „Unghii de drac”, extrase de pe noul disc, staționează mai multe luni pe primul loc în Romtop la City FM, iar albumul are parte de recenzii pozitive în publicații precum Dilema veche sau Metalhead.
În 2010, Luna Amară împlinește un deceniu de activitate, perioadă în care a urcat pe aceeași scenă cu Faith No More, Clawfinger, Incubus, Paradise Lost, Exploited, Apocalyptica, HIM, Amorphis, Klimt 1918, Toy Dolls. Lista se îmbogățește, în acest an, cu Anathema, Stone Sour, Alice in Chains și Rammstein, trupele alături de care Luna Amară a urcat pe scena Tuborg Green Fest/Sonisphere, pe 27 iunie.
Apoi, pe 2 octombrie, la București, formația cântă în deschidere pentru o altă legendă a rock-ului, Ozzy Osbourne. Tot în octombrie, Mihnea Blidariu își lansează primul său roman, Playlist, la editura Casa de pariuri literare.
La începutul lui 2011, Luna Amară intră în studioul propriu pentru înregistrarea unui nou material, care apare pe piața muzicală în toamna aceluiași an. Pe acest album nou, intitulat Pietre în alb (A&A Records), trupa revine la sonorități mai dure. Din cele 13 piese, 9 sunt în limba română și 4 în engleză. Lansarea albumului este urmată de un turneu național. La finalul turneului, componența se schimbă din nou, prin plecarea lui Mihnea-Andrei Ferezan. Locul acestuia la chitară solo este luat de Șerban Onțanu-Crăciun.
Nick Făgădar începe, în paralel cu activitatea din trupă, lucrul la un material solo. În 2011, Luna Amară urcă pe aceeași scenă cu un alt nume mare al rock-ului alternativ, Deftones. Pe 27 august, trupa este invitată să cânte la Festivalul Peninsula-Félsziget pe scena principală, în aceeași zi cu celebrul Iggy Pop.
Trupa concertează pro bono (gratuit) la toate edițiile Festivalului FânFest desfășurate la Roșia Montană în cadrul campaniei „Salvați Roșia Montană!”. Mihnea Blidariu se implică chiar mai mult în această campanie, prin ocuparea simbolică a fostului Hotel Continental din centrul Clujului (astăzi Hotelul New York), împreună cu alți susținători ai campaniei. Evenimentul s-a numit „Occupy Conti”, iar concertul Luna Amară ținut cu această ocazie în incinta hotelului va face obiectul singurului album înregistrat în concert, Live la Conti (2014), urmat de un DVD cu același nume, apărut în martie 2017.
Între timp, formația semnează cu casa de discuri Universal Music România. Pe 22 octombrie 2016, trupa lansează un nou material discografic intitulat Aproape, ce cuprinde 7 piese într-un stil electro-acustic. La chitară solo, locul lui Șerban Onțanu este luat de Andrei Boțan. În toamna lui 2018, apare Nord, un material discografic prin care formația revine la sonoritățile electrice ce au caracterizat primele două albume. Finalul anului 2019 aduce un nou turneu, acesta marcând aniversarea a 15 ani de la apariția discului de debut, Asfalt. Ulterior, Răzvan Ristea, toboșarul formației timp de 20 de ani, își anunță retragerea. El este înlocuit de Robert Moțoc.

## Componența formației
- Mihnea Blidariu — vocal, chitară, trompetă
- Nick Făgadar — vocal, chitară
- Andrei Boțan — chitară solo
- Sorin Moraru — chitară bas
- Robert Moțoc — baterie

## Discografie
- Asfalt (CD/MC, Roton/Rebel Music, 2004) (reeditat în 2019)
- Loc lipsă (CD/MC, Roton/R.U.L., 2006) (reeditat în 2020)
- Don't Let Your Dreams Fall Asleep (CD, Sunete, 2009)
- Pietre în alb (CD, A&A Records, 2011) (reeditat în 2016 și 2022)
- Live la Conti (CD, Amarcord & Nick Făgădar, 2014)
- Aproape (CD, Universal Music România, 2016) (reeditat în 2023)
- Live la Conti (DVD, Universal Music România, 2017)
- Nord (CD/2LP, Universal Music România, 2018)